# قميلة أوكرانية
قميلة أوكرانية (الاسم العلمي:Torilis ucranica) هو نوع من النباتات يتبع جنس القميلة من الفصيلة الخيمية.